# Grainau
Grainau é um município da Alemanha, localizado no distrito de Garmisch-Partenkirchen, no estado de Baviera.